# سید علی یثربی کاشانی
سیّد علی یثربی کاشانی (۱۳۷۹–۱۳۱۱ هجری قمری) فقیه، پژوهشگر، مجتهد و از علمای شیعه سده ۱۴ خورشیدی بود.

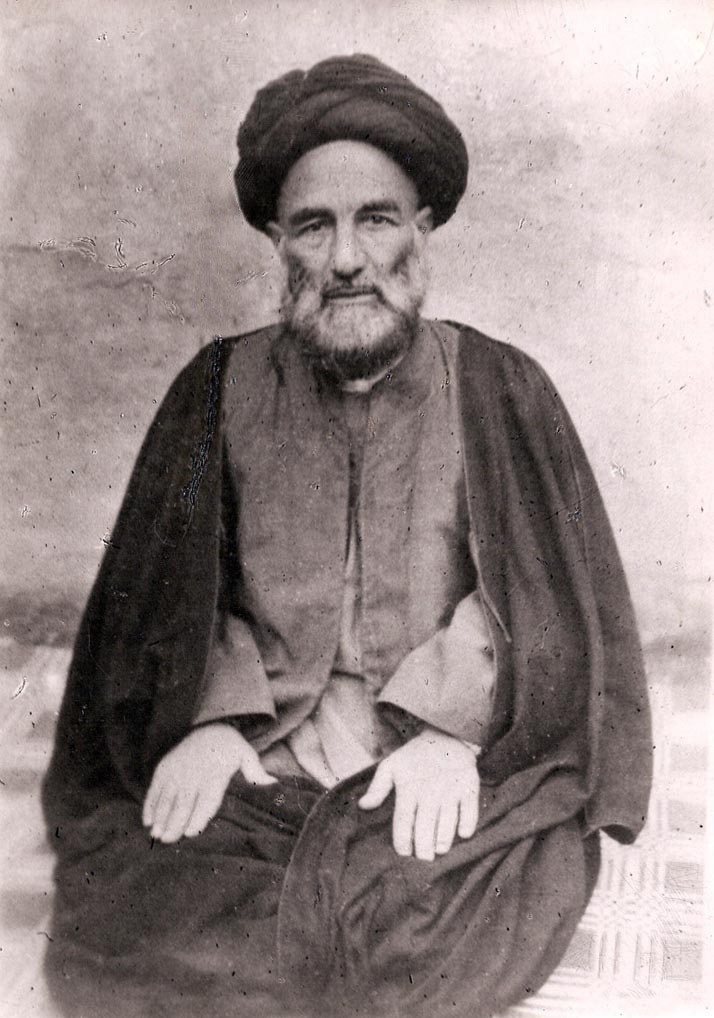
علی یثربی کاشانی، دهه ۱۹۵۰م

## زندگی
میرزا سیّد علی یثربی، که میانِ مردم به میر سیّد علی شهرت داشت، فرزندِ سیّد محمّدرضا کاشانی در سال ۱۳۱۱ ه‍.ق در شهر کربلا متولد شد و در سن پنج سالگی به همراه پدرش به کاشان بازگشت.
در سال ۱۳۴۷ که پدرش در کاشان وفات کرد، او حوزه علمیه قم را به قصد کاشان ترک کرد و سال‌ها در زادگاهش اقامت نمود و خدمات مختلفی به مردم کاشان می‌رساند. در زمان زعامت سید حسین طباطبایی بروجردی، از علما و مراجع بزرگ کاشان بود.
او از نظر اخلاقی انسانی خودساخته بود و با این که در شمار مراجع تقلید به حساب می‌آمد، اما در مسئله تقلید، مردم را به سید حسین طباطبایی بروجردی ارجاع می‌داد.
سید شهاب‌الدین مرعشی نجفی دربارهٔ استادش چنین گفته‌است:
«لسان حقیر، الکن است از جلالت ایشان و تقوا و دیانتش؛ به قدری این مرد، محکم بود در دیانت، و به قدری باتقوا و پرهیزگار و وارسته و بی‌آلایش، که اصلاً و ابداً به خود نمی‌گرفت که من کسی هستم. رفتارش مثل یک طلبه عادی بود…»

### خاندان
پدر او سید محمدرضا یثربی (۱۳۸۲–۱۳۴۷ ق) از بزرگان علمای شیعه در اوایل قرن چهاردهم بوده که به اتفاق شیخ عبدالکریم حائری در زمره شاگردان سید استاد و مرحوم خراسانی مجتهد و مربی دیگر علما شد.
آقابزرگ تهرانی در مورد شخصیت سید محمدرضا یثربی چنین گفته‌است:

«سید محمدرضا فرزند سید اسماعیل فرزند سید عبدالرزاق فرزند میر عبدالحی حسینی کاشانی پشت مشهدی عالم فقیه، برادر بزرگش در کاشان ریاست داشت و هزینه تحصیل او را می‌فرستاد. او در سامرا از مباحث میرزا استفاده می‌کرد، در ضمن درس علامه سید محمد اصفهانی و استاد ما میرزا محمدتقی شیرازی را نیز حاضر می‌شد. او و حاج شیخ حسین ندوشنی یزدی، داماد یک خانواده و همسرانشان نیز دختر عموهای همسر حاج شیخ حسن علی تهرانی بودند.»
یکی از نیاکان سید علی یثربی، سید ماجد فرزند سید ابراهیم، که از علمای هم دوره شاه سلیمان صفوی است. عبدالرحیم کلانتر ضرابی نگارنده تاریخ کاشان دربارهٔ خاندان یثربی چنین می‌نویسد:
«اصل این سلسله، مرحوم آقا سید ماجد است و آن جناب، معاصر شاه سلیمان صفوی (۱۰۷۷–۱۱۰۶ ق) و سرآمد علمای عصر خود، در مراتب زهد و تقوا سلمان زمان بوده‌است، هنگامی که نادر شاه افشار در عراق عرب قرار مباحثه و محاجه فی ما بین علمای سنی و علمای خاصه شیعه اثنی عشر گذارد و از ولایات عراق عجم و سایر ممالک محروسه ایران، از هر صوب میعاد دعوت فرمود، من جمله از کاشان، جناب سید مزبور روانه شد. چون به کرمانشاهان رسید، به جانب روضه بقا خرامید و چون میت را در موضع ممات بود و به زبان واقع می‌گفت:
| گر در یمنی چو با منی پیش منی |  | ور پیش منی که بی منی در یمنی |

در همان‌جا تن در حجاب تراب کشید…»
سید علی یثربی در حدود سی سالگی با دختری از نوادگان ملا احمد نراقی ازدواج کرد. او دارای سه فرزند دختر بود.

### تحصیلات
وی در دوران کودکی پس از فراگیری خواندن و نوشتن، مقدمات دروس دینی و حوزوی را نزد پدر و ملا حسن نحوی (درگذشته ۱۳۴۰ ه‍.ق و از استادان کاشان) شروع کرد و تا پایان دوره سطح ادامه داد، سپس با راهنمایی پدرش برای ادامه تحصیلات عالی حوزوی در سال ۱۳۳۱ (در سن بیست سالگی)، عازم حوزه علمیه نجف شد و در این حوزه دروس خارج فقه و اصول را فراگرفت. او پس از هفت سال اقامت در نجف بار دیگر کتاب کفایةالاصول را نزد سید ابوالحسن اصفهانی خواند و سپس بنا به درخواست پدرش، به کاشان بازگشت.

### استادان
استاد وی در اوایل زندگی پدرش و ملا حسن نحوی در دوره مقدمات و سید ابوالحسن اصفهانی در کفایة الاصول بودند و پس از پیمودن مقدمات علوم و سطوح فقه و اصول، سال‌ها در کلاس درس سید محمدکاظم طباطبایی یزدی (صاحب العروةالوثقی)، شیخ شریعه اصفهانی، محمدحسین نائینی، سید ابوالحسن اصفهانی و آقا ضیاءالدین عراقی استفاده نمود. وی درس اسفار ملاصدرا را به همراه ابوالقاسم کبیر قمی (درگذشته ۱۳۵۳ ه‍.ق) و به شکل خصوصی نزد میرزا علی‌اکبر مدرس یزدی حکمی خواند.
در سال ۱۳۴۱ قمری و در مراجعت به ایران، بنا به دعوت و پیشنهاد عبدالکریم حائری یزدی در جمله استادان حوزه علمیه قم قرار گرفت و به تدریس خارج اصول پرداخت که علاوه بر شاگردان دوره سطح، برخی از علما و بزرگان حوزه نیز در این درس شرکت می‌کردند. این دوره هفت سال به طول انجامید.

### درگذشت
وی سرانجام در سن ۶۸ سالگی در ۵ رجب ۱۳۷۹ (۱۳ دی ۱۳۳۸) بر اثر عارضه قلبی در کاشان درگذشت و در کنار قبر پدرش در صحن امامزاده حبیب بن موسی در محله پشت مشهد کاشان به خاک سپرده شد. شهاب تشکری آرانی، ماده تاریخ شمسی و قمری فوت وی را در بیتهای زیر آورده‌است:
| به حساب جمل شد رقم آه           |  | میر سید علی ملاذ اصول (۱۳۳۸ ه‍.ش) |
| یثربی در زمان نمی‌میرد (۱۳۷۹ ه‍.ق) |  | گر یک افزون شود معقول           |

## شاگردان
- سید شهاب‌الدین مرعشی نجفی
- سید محمد محقق داماد
- سید روح‌الله خمینی
- حسینعلی منتظری[۹]
- میرزا خلیل کمره‌ای
- میرزا هاشم آملی
- سید مهدی یثربی، برادرش
- سید محمد یثربی، برادرزاده (فرزند سید مهدی یثربی) و از شاگردان عبدالکریم حائری، وحید خراسانی، سید محمدرضا گلپایگانی و میرزا جواد تبریزی[۱۰]
- سید ابوالقاسم فقیه ارسنجانی (۱۴۱۰ ق)
- اسماعیل بهاری (۱۳۹۰ ق)
- سید مجتبی قهاری رضوی سینقانی
- سید حسن مدرسی یزدی (۱۴۰۲ ق)
- حسن رازینی همدانی (۱۴۰۲ ق)
- محمدرضا طبسی (۱۳۲۵ ق)
- سید یحیی مدرسی یزدی (۱۳۸۳ ق)
- محمدحسین شریعتمدار ساوجی[۱۱]
- سید محمدتقی تهرانی
- سید محمد حائری گلپایگانی (۱۴۰۵ ق)
- امیرمحمد مدرسی یزدی (امام جمعه زاده)
- محمد ثارالیه همدانی (۱۳۸۰ ق)
- سید محمد ابوترابی علوی (۱۳۸۰ ق)
- محمد بن الشیخ قمی (۱۳۷۶ ق)
- سید کاظم موسوی گلپایگانی (۱۳۹۶ ق)
- قاسم اسلامی (۱۴۰۰ ق)
- علی اصغر صالحی کرمانی (۱۴۰۱ ق)
- علی اکبر اسلامی ترتبی (۱۳۸۲ ق)
- میرزا علی مهرابی کرمانی (۱۳۸۵ ق)
- علی شمس گیلانی (اعتماد الواعظین) (۱۳۸۹ ق)
- میرزا عبدالله مجتهدی تبریزی (۱۳۹۷ ق)
- میرزا عبدالحسین ابن الدین (۱۳۹۰ ق)
- میرزا شهاب الدین مصطفوی همدانی (۱۳۷۸ ق)
- میرزا حسن باعثی یزدی
- سید احمد روحانی قمی (۱۳۸۴ ق)
- میرزا آقا ترابی دامغانی (۱۳۸۲ ق)
- عبدالله آل آقا کرمانشاهی (۱۳۹۷ ق)
- احمد نراقی
- سید کاظم اخوان مرعشی
- سید مهدی اخوان مرعشی
- سید فضل‌الله امامت
- محمدتقی محقق بیگدلی
- قاسم کریمی راهجردی
- عبدالله مدنی
- سید ابوالحسن یثربی
- سید محمدحسینی
- مرتضی عامری بیگدلی
- علی تشکری آرانی
- جعفر صحافی آرانی[۱۲]

## آثار
سید علی یثربی معتقد بود که بعد از شیخ انصاری، کسی مطلب تازه‌ای ندارد و آنان که چیزی می‌نویسند، محتملات شیخ را تقویت، توضیح یا شرح می‌دهند. از این رو، مانند استادش میرزای شیرازی از خود تألیف و تصنیفی ننگاشت.
از آثار وی می‌توان به رساله سفینة النجاة، حاشیه بر کتاب عروة الوثقی و جزواتی در اصول اشاره نمود.